# Mark Tezak
Mark Tezak (Pueblo, Colorado, 28 januari 1952) is een hedendaags Amerikaans componist, trombonist, muziekuitgever en muziekpedagoog.

## Biografie
Tezak studeerde aan de Universiteit van Colorado in Boulder trombone, muziektheorie en compositie. Met een studiebeurs van de Fulbright Foundation kon hij aan de Hochschule für Musik te Keulen bij Karlheinz Stockhausen compositie en bij Branimir Slokar trombone studeren. In 1981 behaalde hij het diploma voor trombone en in 1982 het concert-examen. In 1983 stichtte hij een muziekuitgave voor kamermuziek voor blazers. 
Hij was docent voor trombone aan de Hochschule für Musik te Keulen. Een van zijn leerlingen is Michael Struck-Schloen (1958-).
Tezak werkte mee, bij de première van verschillende werken van Karlheinz Stockhausen onder andere ook bij de première van Light Cycle in 1979 in Jeruzalem. Verdere uitvoeringen volgden in Amsterdam, Düsseldorf, Florence en in Milaan. 
Als componist schreef hij werken voor harmonieorkest, koper-ensembles en kamermuziek.

## Composities

### Werken voor harmonieorkest
- El condor pasa, voor klein harmonieorkest
- Morning has broken, voor klein harmonieorkest

### Werken voor groot koper-ensemble (Posaunenchor)
- Aufeinander zugehn
- Broken up People
- Broken up People II
- Komm, wir brechen auf
- Romantisches Spielbuch
- Schritte wagen  (Making the Steps to You)
- Zehn leichte Stücke barocker Meister

### Kamermuziek
- Famous Blues and Soul Songs, vol. 1, voor koperkwartet
- Famous Blues and Soul Songs, vol. 2, voor koperkwartet

- Bibliothèque nationale de France: cb14232489v (data)
- International Standard Name Identifier: 0000 0000 7102 9952
- Library of Congress Control Number: n84181300
- Nationale Bibliotheek van Letland: 000105852
- Nederlandse Thesaurus van Auteursnamen: 248842722
- Système universitaire de documentation: 159777739
- Virtual International Authority File: 50635388
- WorldCat: E39PBJr7W8WXVKjpjptGYTKKh3